# Вінник Іван Юлійович
Іва́н Ю́лійович Ві́нник (нар. 3 січня 1979, Нова Каховка, Херсонська область) — український підприємець та політик, Народний депутат України VIII скликання, з 2014 р. секретар Комітету ВРУ з питань нацбезпеки та оборони.

## Біографія
Народився 3 січня 1979 р. в  м. Нова Каховка (Херсонська область). Батько — Вінник Юлій Іванович (1946 р.н)., пенсіонер. Мати — Вінник Людмила Іванівна (1956 р.н.), пенсіонер. Сестра — Вінник (Крючевська) Марія Іванівна (1982 р.н.), домогосподарка.

### Освіта
Протягом 1986—1996 рр. навчався в загальноосвітніх школах № 4 та № 10, м. Нова Каховка.
У 2001 році закінчив Херсонський національний технічний університет за спеціальністю «Менеджмент організацій».
У 2004 році закінчив Міжнародний інститут бізнесу у Києві за спеціальність «Фінанси», ступінь MBA.
У 2018 здобув кваліфікацію магістра держуправління в Національній академії державного управління при Президентові України.
Володіє українською, російською, німецькою та англійською мовами.

### Трудова діяльність
1996—1998 рр. — слюсар контрольно-вимірювальних приладів і автоматики 3-го розряду відділу головного метролога ВАТ «Новокаховський електромашинобудівний завод».
1998—2003 рр. — заступник начальника постачання ЗАТ «Чумак».
2003—2007 рр. — підприємець, власник бізнесу з імпорту і торгівлі продуктами харчування, сировини для сокової промисловості.
2007—2013 рр. — засновник і генеральний директор ТОВ «Завод будівельних матеріалів № 1».

## Політична діяльність

### Вибори до ВРУ 2012 року
На виборах до ВРУ 2012 року по 184 округу Іван Вінник набрав 18101 голос і зайняв 2-ге місце з різницею у 22 голоси із представником Партії регіонів Дмитруком М. І.
Такий мінімальний розрив результатів голосування експерти пов'язують з фальсифікаціями виборів, що відбувались за часів президента Януковича. Виборчий округ 184 було визнано проблемним, але результати волевиявлення скасовано не було.

### Позачергові вибори до ВРУ 2014 року
На позачергових виборах до Верховної ради 2014 року обраний народним депутатом України VIII скликання по одномандатному виборчому округу № 184 від БПП.
Набрав 13015 голосів, що склало 18.13 %. Цікаво, що на окрузі було висунуто технічного кандидата та двійника — Вінника Володимира Ільїча, який набрав 3,52 % та дещо знизив рейтинг Івана Вінника.
Депутат знаходиться на 41-ій позиції у санкційному списку українців, оприлюдненим Російською Федерацією 26 грудня 2018 року.

## Законодавча діяльність
Станом на 23 травня 2019 р. Іван Вінник вніс на розгляд ВРУ особисто та у співавторстві 137 законопроєктів, з яких 24 були підтримані та набули чинності.
Найбільш резонансний закон України «Про особливості державної політики щодо забезпечення державного суверенітету України на тимчасово окупованих територіях Донецької та Луганської областей» був прийнятий за безпосередньої участі депутата. Законодавча ініціатива прийняття закону належить Президентові України, а Іван Винник був головним розробником та доповідачем закону (більш відомий як закон про деокупацію Донеччини) з парламентської трибуни. У цьому законодавчому документі вводяться нові ключові поняття: Російська Федерація названа країною-агресором, позначено поняття тимчасово окупованих територій. Внесена законодавча норма визначає дату початку Україно-російської війни — 20 лютого 2014 року. На думку професора Володимира Василенка, закон «Про деокупацію Донбасу» — історичний акт геополітичного значення.

## Конфлікти
У 2007 році Альфа-банк дофінансував кредитом у валюті 70 % будівництва заводу на суму 322 млн гривень. Світова криза 2008 року ускладнила виплату боргу за кредитом. Банк припинив фінансування. Виникла патова ситуація: гроші вкладено, будівництво розпочато, борг за кредитом потрібно обслуговувати, але сплачувати проценти та тіло кредиту неможливо, тому що завод не запущено і продукція не виготовляється.
Сторони погодились виконувати умови договору, та продовжувати кредитну лінію після додаткового забезпечення: передачі корпоративних прав, та особисте поручительство Вінника І. Ю. за взяті підприємством кредити.
У 2013 році між «Альфа-груп» і Вінником І. Ю. виник корпоративний конфлікт щодо прав на власність ТОВ «Заводу будівельних матеріалів № 1» м. Нова Каховка.
Після того, як «Завод будівельних матеріалів № 1» не зміг розрахуватись з Альфа-груп за взятими фінансовими зобов'язаннями, Вінник був усунутий з посади гендиректора. Розпочались судові процеси, які тривали до кінця 2018 року. В лютому 2019 року Альфа-груп та Іван Вінник заявили про вичерпання корпоративного конфлікту.
В лютому 2015 року Іван Вінник був звинувачений в кураторстві програми розробки багатофункціонального вітчизняного безпілотника вартістю 1 млрд грн. Також нардеп вважає, що в парламентській більшості є агенти впливу Росії, дії яких шкодять підвищенню обороноздатності України. Відповідну заяву поширила прес-служба нардепа.

## Особисте життя
Неодружений. Виховує доньку.